# Middagsfjelltunnel
Der Middagsfjelltunnel (norwegisch Middagsfjelltunnelen) ist ein Verkehrstunnel in Norwegen. Der einröhrige Straßentunnel liegt zwischen Kobbvatnet und Leirfjorden in der Kommune Sørfold der Fylke Nordland. Der Tunnel im Verlauf der Europastraße 6 ist 2074 Meter lang.
Im Tunnel besteht laut einer Studie von SINTEF erhöhte Gefahr von beschlagenen Fahrzeugscheiben durch Kondenswasser.